# Mayra Sánchez
Mayra Sánchez (Córdoba, Argentina, 1972) é uma escritora argentina. Escreve textos académicos, notas e micro relatos de humor em revistas cordobesas e portenhas. No ano 2016 editou o livro Puto Cancro, sua primeira novela e depois Doña Gómez que retoma alguns fios daquele relato e os junta com vinte anos de militância em movimentos de protecção de direitos dos animais e mais de quarenta anos de convivência com sua família não humana.

## Obras

#### Narrativa
- Puto Cancro, publicado em 2016- ISBN 978-987-1877-45-4

#### Novela
- Doña Gómez, Biografia não autorizada de uma gata, publicado em 2017 - ISBN 978-987-1877-92-8